# Burçe Ürkmezgil
Burçe Tatar Ürkmezgil, (nascuda Burçe Tatar a Izmit) i més coneguda com a Burçe Ürkmezgil, és una cuinera (xef) turca. Va estudiar economia a la Universitat del Bòsfor a Istanbul, però la seva passió per la gastronomia va convertir-la en cuinera. També contribueix a la pàgina de web turca Trendsetter en la seva especialitat.
Està casada amb Burak Ürkmezgil, des del 2015.